# Pionerski (Kaliningrado)
Pionerski (en ruso: Пионерский), conocida de manera oficial hasta 1944 como Neukuhren (en alemán: Neukuhren; en lituano: Kuršiai, en polaco: Kursze), es una ciudad en la orilla del mar Báltico, que forma parte y es una ciudad del óblast de Kaliningrado, Rusia. La población de la ciudad es de 11.016 según el censo de 2010.

## Geografía
Pionerski está ubicada en la costa del mar Báltico de la península de Sambia, a 35 km al norte de Kaliningrado (entre Zelenogradsk y Svetlogorsk).

### Clima
El clima de Pionerski es de transición de templado marítimo a templado continental con inviernos suaves y veranos relativamente frescos. Hay una cantidad significativa de precipitaciones durante todo el año. La temperatura media anual del agua es de 8,9 °C y del aire de 7,4 °C. La precipitación media anual es de 740 mm.

## Historia
El pueblo de Neukuhren se conoce desde 1254, en una zona que contenía antiguos lugares sagrados prusianos como el templo de Rantau, que sobrevive hasta el día de hoy. Algunos argumentan que el nombre Neukuren se formó fusionando las dos palabras Neu (nuevo) y kuren (nombre en alemán de los kursenieki). Según otra versión, el nombre se basa en el nombre del proceso de erigir edificios de madera (buttaskura, es decir, literalmente nuevo edificio). 
El pueblo perdió a casi todos sus habitantes en 1709 a causa de la peste. Ya a finales del siglo XVIII, Neukuhren volvió a tener 107 habitantes que vivían en 16 casas, y en 1858 el pueblo tenía 39 casas y 140 habitantes. El rápido desarrollo de Neukuren de un pueblo de pescadores a un destino de vacaciones frecuentado se debió principalmente al establecimiento de un spa en Cranz en 1816. Hacia finales del siglo XIX se convirtió en uno de los balnearios de la costa norte de la península de Sambia, pero fue eclipsado por los vecinos Cranz (Zelenogradsk) y Rauschen (Svetlogorsk). El 13 de junio de 1874, Neukuhren se convirtió en un pueblo oficial y dio su nombre a un distrito administrativo recién establecido. Neukuhren perteneció al distrito de Fischhausen y de 1939 a 1945 al distrito de Sambia, dentro del distrito administrativo de Königsberg en la provincia prusiana de Prusia Oriental. El 30 de septiembre de 1928, el distrito inmobiliario vecino de Wangenkrug en el Mar Báltico se incorporó a la comunidad rural de Neukuhren.
Durante la Segunda Guerra Mundial, las unidades de la Wehrmacht estaban estacionadas en Neukuhren: el Air Force Field Regiment Neukuhren, el Pilot Training Regiment 10 y las Pilot Schools A 125 y A/B 125.
La ciudad fue anexionada por la Unión Soviética en 1945 al final de la Segunda Guerra Mundial y rebautizado como Pionerski en honor al campamento de salud infantil de la organización de la Organización de Pioneros Vladímir Lenin, dentro del raión de Primorsk. El pequeño puerto de la ciudad, antes utilizado solo para la pesca, ahora alberga veleros y turismo de playa. El 26 de diciembre de 1952 el asentamiento recibió derechos de ciudad. El 22 de marzo de 1993, Pionerski se separó de esta asociación y se designó ciudad de importancia de óblast. El 31 de marzo de 2004, la ciudad como unidad municipal autónoma también recibió el estatus de distrito de la ciudad. En 2011, se completó una residencia para el presidente de la Federación Rusa en Pionerski.
Одни утверждают, что оно образовано путём слияния двух слов «новый» и «курен» (предположительно так эту местность нарекли тевтонцы отталкиваясь от названия балтийского племени куров-куршей). Согласно другой версии, в основе названия лежит наименование процесса возведения деревянных построек — «буттаскура» — «кура» — «творить», «созидать», то есть, буквально — «новострой»).

## Demografía
En el pasado la mayoría de la población estaba compuesta por alemanes, pero tras el fin de la Segunda Guerra Mundial fueron expulsados a Alemania y se repobló con rusos. Según el censo de 2010 el 86,5% de la población son rusos, 5% de ucranianos y 4,5% de bielorrusos.
| Gráfica de evolución de Pionerski entre 1910 y 2010 |
|                                                     |

## Economía
Pionerski sigue siendo un balneario y el único puerto pesquero entre Baltisk y Klaipėda.  

## Infraestructura

### Arquitectura y monumentos
Ya en la década de 1890, Neukuhren tenía un spa que se consideraba uno de los edificios más bellos de Sambia.
Antes de 1945 había una iglesia católica de ladrillo en Neukuhren pero nunca hubo un templo luterano. Desde 2013 hay una iglesia ortodoxa rusa en la ciudad.

### Cultura
En 2008 se decidió construir un nuevo teatro en Svetlogorsk, que tendrá 1600 asientos. La construcción comenzó en 2009 pero se paralizó un año después debido a la crisis financiera y económica mundial. Los trabajos de construcción se reanudaron en octubre de 2012 y la primera sala se completó en junio de 2015.

### Transporte
El tren que pasa por Pionerski lo conecta con Kaliningrado y las ciudades vecinas de Svetlogorsk y Zelenogradsk.

### Infraestructura militar
La estación de radar Pionerski está ubicada a 10 kilómetros al sur de la ciudad en la antigua base aérea de Dunayevka.

## Galería

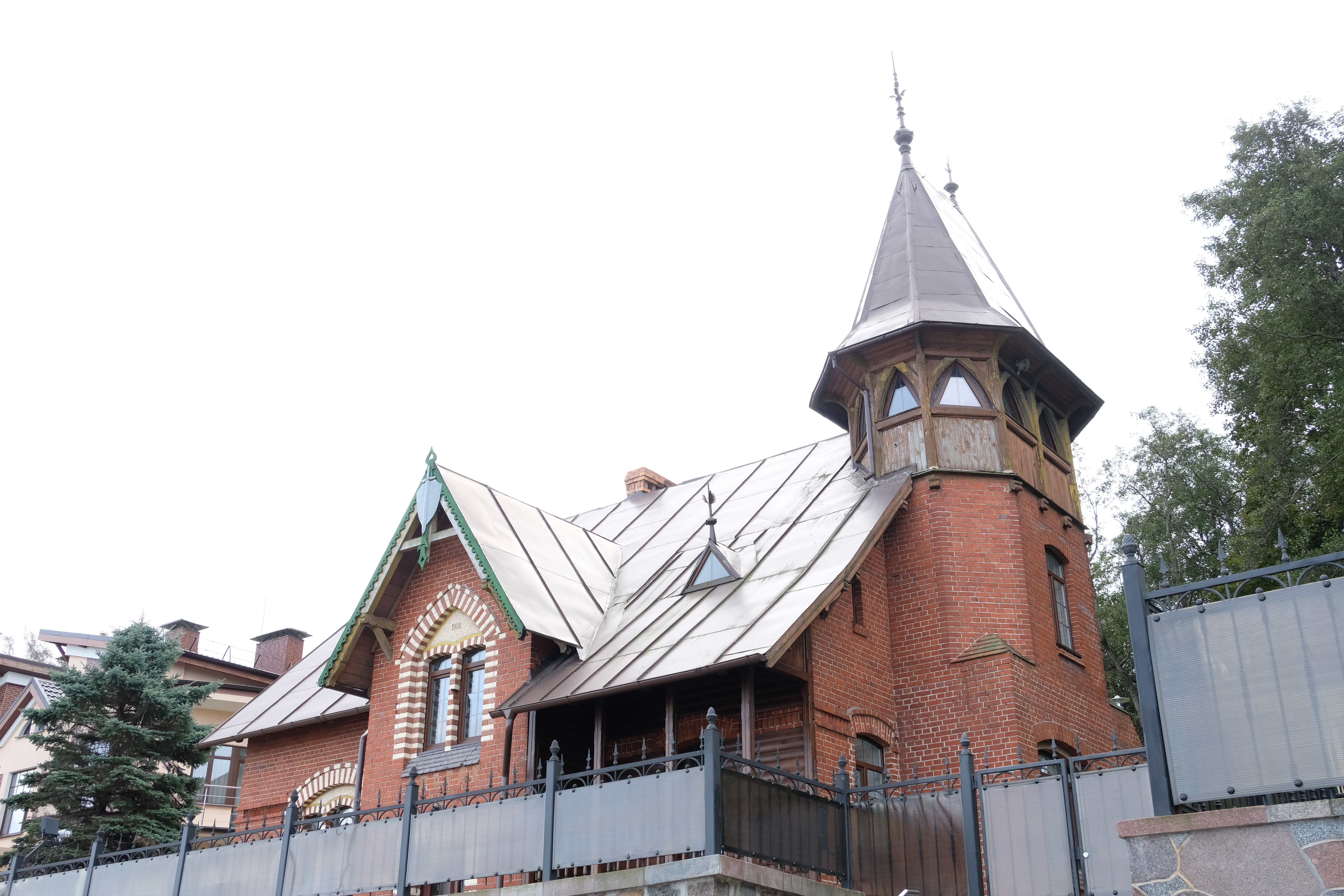
Edificio administrativo del puerto de Pionerski
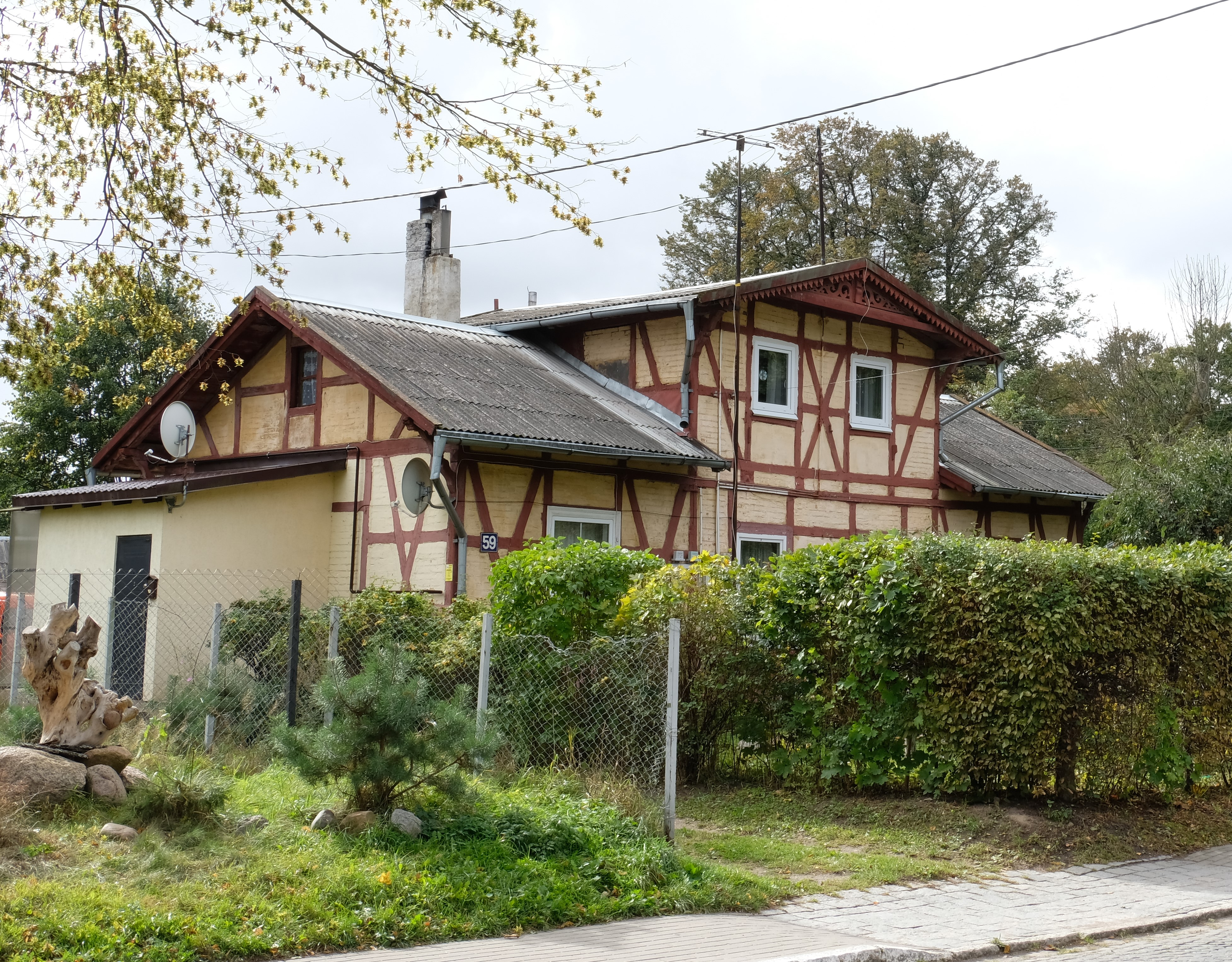
Casa en Pionerski
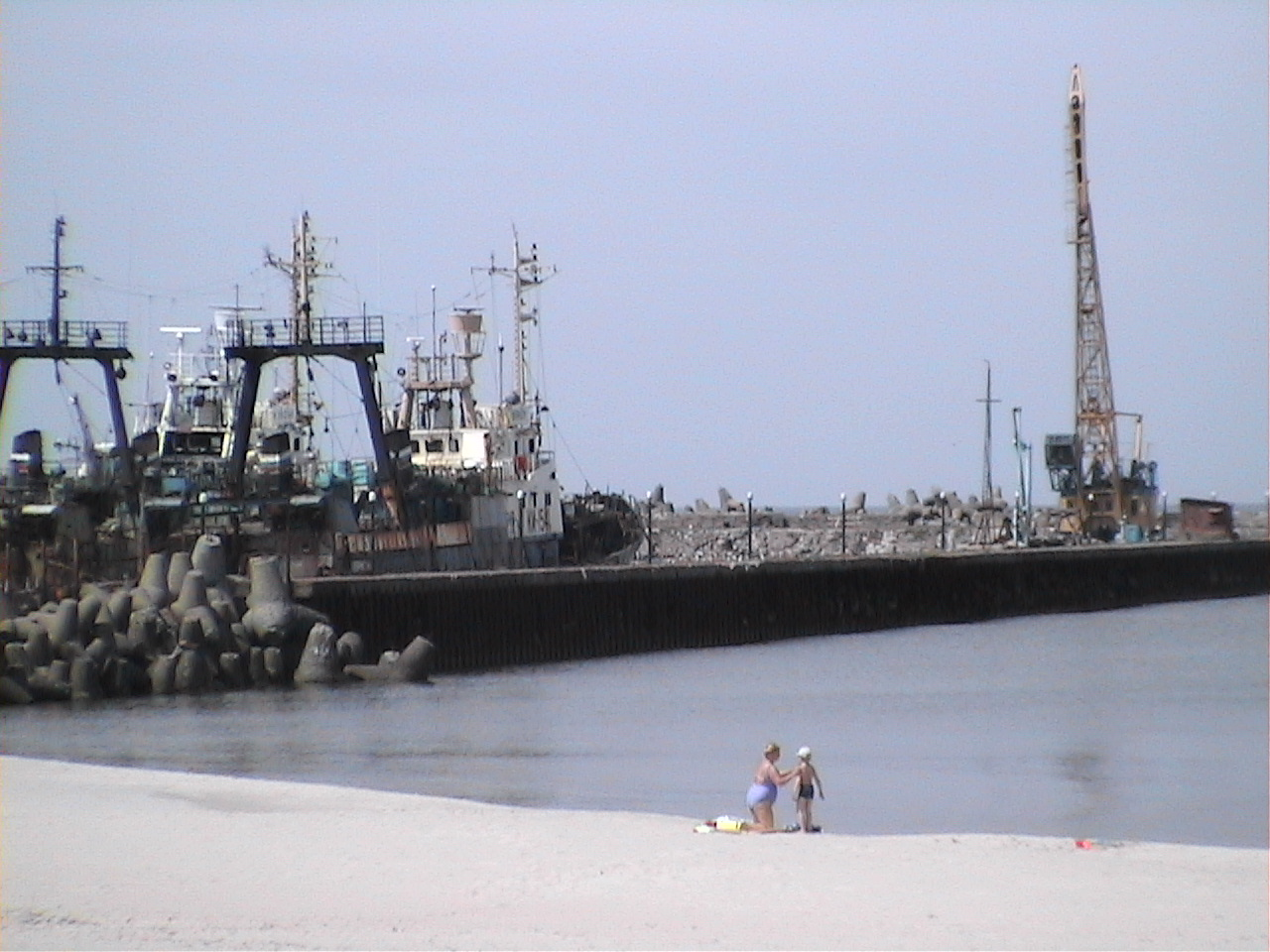
Puerto pesquero de Pionerski
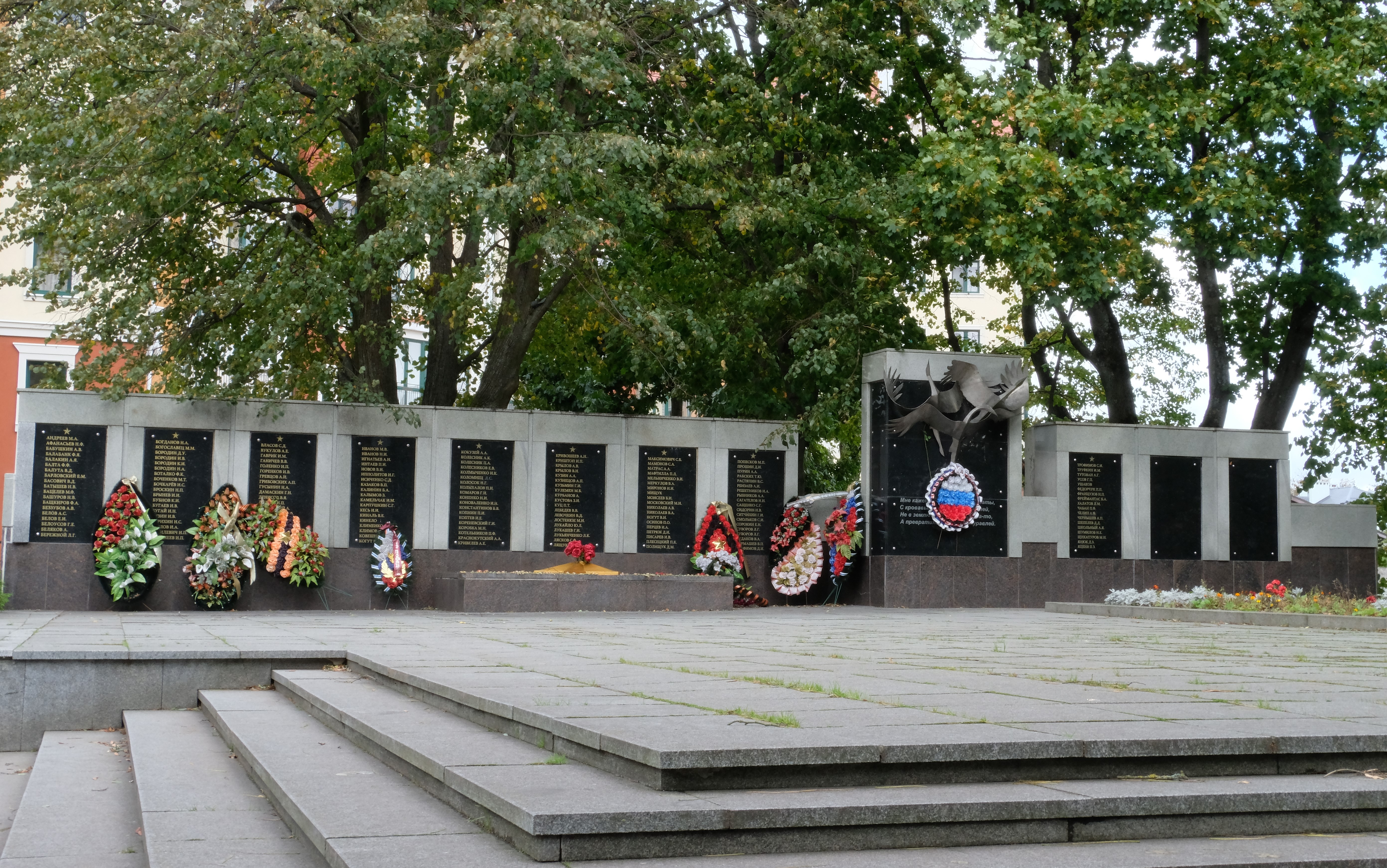
Memorial de la Segunda Guerra Mundial
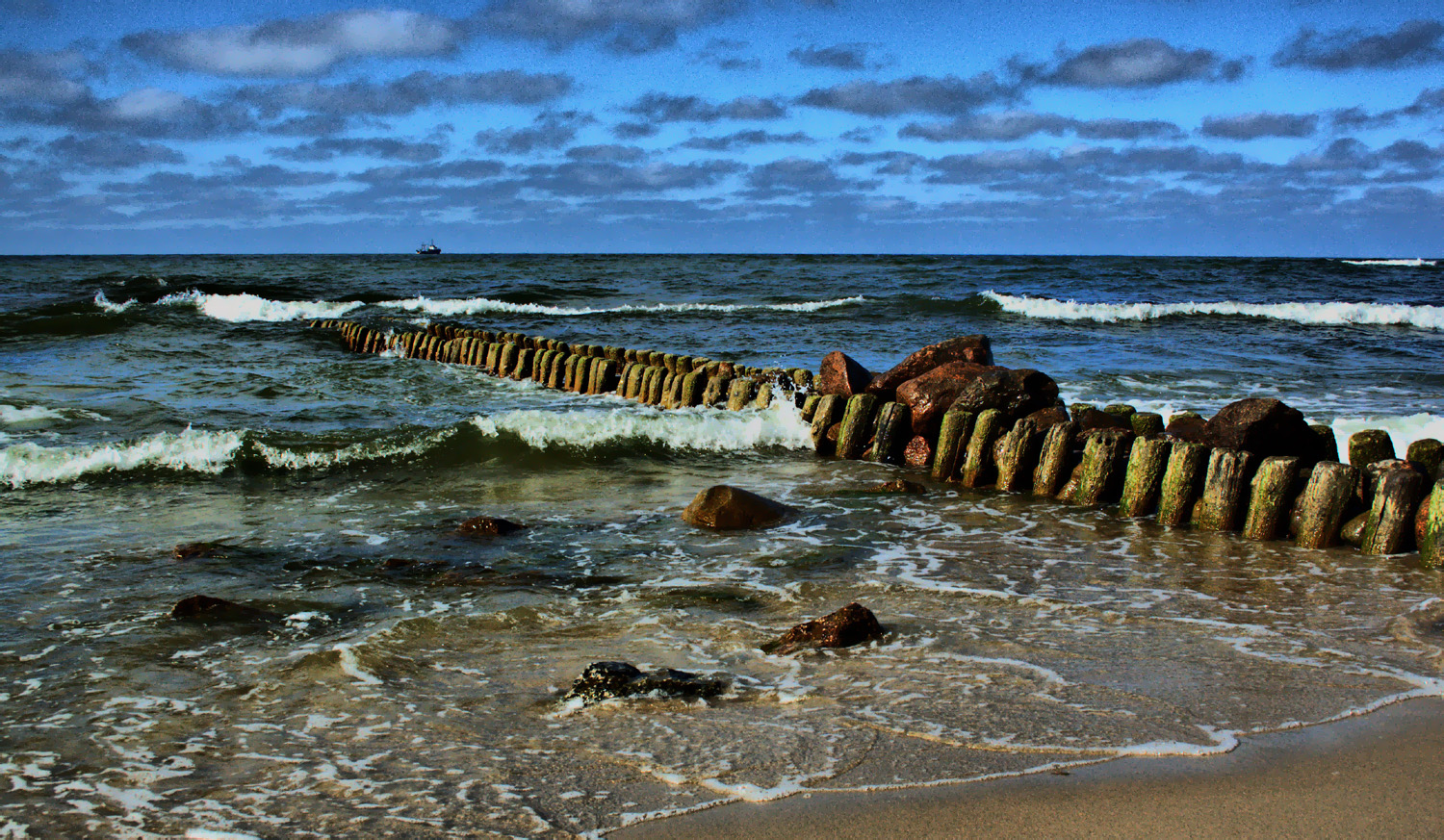
Rompeolas en una playa

## Ciudades hermanadas
Pionerski está hermanada con las siguientes ciudades:
- Bartoszyce, Polonia.
- Ustka, Polonia.